# فتحي الجبال
 فتحي الصادق بن محمد الجبال  (مواليد 25 فبراير 1963 بالعطايا، جزيرة قرقنة) مدرب كرة قدم تونس
درب عدداً من فرق الدوري السعودي بين درجة الأولى والممتاز يعتبر أفضل إنجاز له صعد بفريق نادي الفتح من دوري الدرجة الأولى إلى دوري الممتاز عام 2009 وحصده اللقب في عام 2013 وسط اشادة جميع المدربين العرب وحصل أيضا على كاس السوبر السعودي الذي يقام لأول مره بعد فوز الفتح على الاتحاد 3 مقابل 2 للاتحاد.
ويلقب بــ (السير فتحي) تيمناً بمدرب نادي مانشستر يونايتد السير أليكس فيرجسون.
يعتمد غالبافي خطته التمرير الكثيف واستغلال انصاف الفرص.
توج مع نادي الفتح بلقب دوري زين السعودي 2012-2013 وانتخب آحسن مدرب تونسي وعربي ويحتل المرتبة 141 عالميا كآول مدرب تونسي